# Ralph Brodel

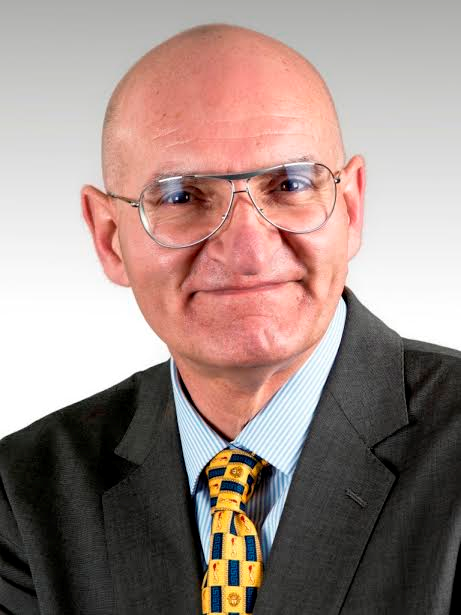
Ralph Brodel (2015)

Ralph Brodel (* 31. August 1962 in Bitburg) ist ein deutscher Politiker (SPD). Er war von 2015 bis 2020 hauptamtlicher Bürgermeister der sauerländischen Stadt Sundern.

## Lebenslauf
Ralph Brodel wurde am 31. August 1962 in Bitburg als Sohn eines Hoteliers geboren. Drei Jahre nach seiner Geburt zog Ralph Brodel mit seinen Eltern nach Stuttgart. Nach seinem Realschulabschluss machte er eine Ausbildung als Versicherungskaufmann bei der Allianz in Stuttgart. Im Jahr 1984 wurde er zum Bundesvorsitzenden des damals größten Motorradfahrerverbandes in Deutschland (Verband der Motorradklubs Kuhle Wampe e.V.) gewählt. Im Jahr 1986 gründete er die Föderation europäischer Motorradfahrer (FEM) und wurde in diesem ebenfalls Vorsitzender.
Im Jahr 1987 erreichte er über den zweiten Bildungsweg sein Abitur. In den Jahren 1987 bis 1988 studierte er Erziehungs- und Sozialwissenschaften an der Universität Siegen und wechselte danach an die Fachhochschule Dortmund. Im Jahr 1991 schloss er sein Studium als Dipl. Sozialarbeiter erfolgreich ab und machte sein Anerkennungsjahr in der Familienfürsorge der Stadt Dortmund. 1992 wurde er Leiter der Drogennotfallstudie des Landes Nordrhein-Westfalen.
Im Jahr 1993 wechselte Brodel vollständig in den politischen Fernsehjournalismus. Dort stellte er Magazinbeiträge und Kurzreportagen für ARD, ZDF und Tele5 her. Außerdem absolvierte er Auslandseinsätze als Reporter. 1993 half er beim Aufbau der West Film Medienagentur in Essen für die WAZ-Mediengruppe. 1994 wurde er Redaktionsleiter der damals größten freien TV-Redaktion Deutschlands (R1-Die Redaktion) der Du-Mont-Schauberggruppe. Er begann die Produktion kompletter Sendungen für den mdr (Reisefieber, Jugendsendungen) und Mitaufbau des TV-Magazins ARD Brisant. Im Jahr 1997 zog er nach Schermbeck im Kreis Wesel.
2001 gründete er eine eigene TV-Produktions- und PR-Agentur (I-DEAR GmbH), bei der er bis 2015 Geschäftsführer war. Im Jahr 2005 wurde Ralph Brodel als Dozent der Deutschen Akademie für Public Relations berufen, ebenso 2009 zum Dozenten der SRH Hochschule für Wirtschaft und Medien in Calw. Im Jahr 2013 beschäftigte er sich mit Kommunikationsberatungen und Konzeption des Web-TV-Kanals für die Wirtschaftsförderung Metropole Ruhr. Nach seiner politischen Laufbahn wurde Brodel Kommunikationschef der Niederlassung Nordost der Autobahn GmbH des Bundes und ist dort unter anderem zuständig für den Berliner Raum.
Ralph Brodel ist verheiratet und hat ein Kind.

## Politischer Werdegang
Im Jahr 1979 wurde Brodel Mitglied der FDP, aus der er im Jahr 1982 aufgrund des Zusammenbruchs der Sozialliberalen Koalition austrat. 1988 trat er nach längerer Pause in die SPD ein. Dort wurde er 2013 Beisitzer im Unterbezirksvorstand im Kreis Wesel, ebenso wie im Landesvorstand der Selbstständigen in der SPD NRW. Im Jahr 2014 trat Ralph Brodel als Bürgermeisterkandidat der SPD bei den Wahlen in der Stadt Schermbeck an, bei der er mit 25,32 % trotz sehr gutem Wahlergebnis für einen SPD Bürgermeisterkandidaten in Schermbeck verlor. Im Jahr 2015 wurde er nach bundesweiter Ausschreibung vom Bündnis „Zukunft Sundern“ (SPD, FDP, Grüne, Linke, WISU) als Bürgermeisterkandidat für Sundern aufgestellt und mit 58,76 % zum hauptamtlichen Bürgermeister der sauerländischen Stadt Sundern gewählt.
Bei den Kommunalwahlen in Nordrhein-Westfalen 2020 am 20. September bekam der unabhängige Kandidat Klaus-Rainer Willeke 47,7 Prozent der Wählerstimmen, CDU-Kandidat Georg Te Pass 29,0 Prozent, der amtierende Bürgermeister und SPD-Kandidat Ralph Brodel 12,3 Prozent und der Bürger für Sundern-Kandidat Serhat Sarikaya 11,1 Prozent der Stimmen.
Brodel war Bürgermeisterkandidat der SPD in der Gemeinde Geeste im Emsland bei der Wahl am 12. September. Bei der Wahl erreichte er 30,63 % und unterlag dem Amtsinhaber.